# Doupov-bjergene
Doupov-bjergene (tjekkisk: Doupovské hory, tysk: Duppauer Gebirge) er en kænozoisk vulkansk bjergkæde med den typiske struktur som stratovulkan. Stratovulkanens centrum var på stedet for en tidligere by Doupov. De ligger i grænseområdet mellem regionerne Karlovy Vary og Ústí nad Labem.
Det højeste bjerg er Hradiště (934 moh.), det laveste punkt er ved floden Eger nær Kadaň (ca. 275 moh.)
I 1945 blev det meste af den tyske befolkning fordrevet, så Doupovbjergene blev næsten helt ubefolkede. Det blev et militært træningsområde i 1953 og tjener i øjeblikket dette formål for NATO- styrker.
50°15′N 13°00′Ø / 50.250°N 13.000°Ø